# Literatura hispano-arabă
Literatura hispano-arabă însumează compozițiile scrise caracteristice peninsulei Iberice în timpul ocupației arabe. Zona, cunoscută și ca Andaluzia sau al-Andalus, a luat contact cu islamul încă din anul 711, prin intermediul maurilor și a rămas sub dominație arabă până în 1492, anul Reconquistei. Apogeul literar (și nu numai) al acestui spațiu s-a înregistrat în perioada califatului ommeyad de la Cordoba. 

## Poezia

### Secolele VII-XI – debutul și evoluția
Primele poeme arabe au pătruns în al-Andalus odată cu negustorii de caravane. Promotorul a fost Ibn al-Ṣimma, care, la sosirea sa în peninsula Iberică, în secolul VIII, a introdus qaṣīdele, implicit tematica beduină. Aceasta a fost îndrăgită de însuși ‘Abd al-Raḥmān I, poetul imigrant întemeietor al califatului de la Cordoba, însă descrierile deșertului, cămilelor și caravanelor au supraviețuit până în secolul IX, când așa-numita poezie modernă a început să capete contur. 
Pe fondul avansului civilizației, secolul IX a surprins nevoia întregii lumi arabe de modernizare a limbajului poetic, deci de renunțare la influențele beduine. Primele schimbări au survenit în cazul poeziei de dragoste, numită ġazal și s-au manifestat printr-o extindere tematică spre subiecte precum iubirea pentru o persoană care aparține alteia sau legătura amoroasă cu o sclavă. Dragostea curtenească, intens exploatată în restul Europei, nu a rămas indiferentă nici poeziei hispano-arabe, cel mai însemnat reprezentant al acesteia fiind Ibn ‘Abd Rabbih. Totodată, începând cu secolul X, tematica amoroasă a dat naștere unui tip de poezie andaluză homoerotică. Mai mult, poeții moderni s-au îndepărtat de reperele spațiale deșertice, eliminându-le în favoarea grădinilor cu vegetație luxuriantă și generând astfel noi genuri de poezie - rawḍiyya și nawriyya (poeme despre grădini și flori). Alte tipuri, precum poemul bahic sau ḫamriyya și poemul de vânătoare sau ṭaradiyya, au adus în prim-plan plăcerea consumării vinului, respectiv a exersării artei vânătorii. Pe de altă parte, deși poezia modernă cultiva numeroase forme de desfătare cotidiană – amorul, vinul, vânătoarea, acestea se dovedeau a fi de scurtă durată, ceea ce a impulsionat apariția unui gen poetic care să le deplângă efemeritatea – poezia ascetică sau zuhdiyya. Panegiricul, de asemenea, a reprezentat un tip poetic preferat la sfârșit de secol IX. Qaṣīda nu a dispărut, ci a păstrat o funcție ritualică, ceremonială, sesizabilă în al-Andalus cu ocazia sărbătorilor religioase islamice - ‘id al-fiṭr sau ‘id al-aḍḥā.
Modernismul nu s-a eliberat complet de influențele preislamice, astfel încât qaṣīda a reapărut în secolul X în contextul neoclasicismului dominant. Deși păstra monorima, pasajul introductiv, numit nasīb, era mai restrâns și făcea vagă referire la iubita absentă, iar madḥ-ul sau elegia se caracteriza, în general, prin hiperbolă. Ecourile neoclasicilor arabi precum al-Mutanabbī s-au propagat până în al-Andalus, unde poeți precum Ibn Hānī al-Andalusī (-970) sau Ibn Darrāğ al-Qaṣṭallī le-au călcat pe urme.

### Secolul XI – apogeul
În zorii secolului XI, căderea califatului de la Cordoba și, totodată, distrugerea orașului au produs o descentralizare a culturii, astfel că poezia de inspirație arabă a depășit cadrul curtenesc preponderent și s-a dispersat odată cu emigrațiile poeților. Cu toate acestea, sfârșitul aceluiași secolul a fost considerat epoca de aur a poeziei andaluze, cu atât mai mult cu cât s-au remarcat inovații la nivel formal.
Primul val poetic a fost reprezentat de așa-numiții „nostalgici”, întrucât principala dorință a acestora era restaurarea califatului. Exponenții generației făceau parte din aristocrația ommeyadă, fiind fii de funcționari, și se bucurau de o înaltă educație: Ibn Šuhayd (992-1035), Ibn Ḥazm (994-1063), Ibn Ḥayyān (987-1067) sau Ibn Zaydūn (1003-1070). Dacă Ibn Šuhayd s-a consacrat jonglării cu diferitele genuri de poezie modernă (erotică, bahică), compunând cele mai faimoase versuri cu ocazia despărțirii sale de Ibn Ḥazm, Ibn Zaydūn s-a remarcat prin crearea unui tip de elegie care viza dragostea, tinerețea sau locurile pierdute. Mai mult, el a devenit celebru prin dragostea pentru prințesa Wallada, dar și pentru cultivarea unei forme  populare de cânt în araba dialectală – zağal, care coexista cu alte creații cantabile – mawāl-ul și ġazal-ul. 
În zona Sevillei, poezia de secol XI a ajuns la cel mai înalt grad de rafinament în timpul califului-poet al-Mu‘taḍid (-1069) și al fiului său, al-Mu‘tamid (-1095), care s-a dedicat poemelor de dragoste. Cucerirea Sevillei de către dinastia almoravidă a adus exilul lui al-Mu‘tamid în Africa în atenția unor poeți precum Ibn al-Labbāna (-1113) din Denia, care a creat o deosebită elegie pe această temă. Cât despre estul Andaluziei, acesta a fost acaparat de una dintre cele mai notabile personalități literare - Ibn Ḫafāğa (1058-1139) din Alzira, care, datorită afinității pentru poezia de tip rawḍiyya, a fost supranumit „poetul grădinar”. 

### Secolele XII-XIII
Secolul XII a surprins peninsula Iberică în fața unei noi invazii nord-africane – cea a almohazilor. Vocea feminină, asociată inițial cu poete precum prințesa Wallada, iubita lui Ibn Zaydūn, s-a făcut din ce în ce mai auzită. Ḥafṣa al-Rakūniyya (1135-1191) din Granada, cea mai prolifică poetă a veacului, a dat numele un nou tip poetic, bazat pe statutul femeii – rakūniyya. Tot în acest interval temporal s-a dezvoltat și poezia mistică, al cărei faimos reprezentant a fost filozoful și teologul Ibn al-‘Arabī (1165-1245). Pe lângă exploatarea qaṣīdei și a nasīb-ului elegiac, lui i s-a atribuit și compunerea unui tip de poem de zece versuri, numit mu‘aššara, care facilita manifestarea mistică. Elegia, de asemenea, a ocupat un loc important, cel mai însemnat reprezentant fiind Ibn al-Abbār (1199-1260) din Valencia, om politic și istoric. 
O altă inovație la nivel poetic a fost muwaššah-ul, formă de cânt de minim cinci strofe, consacrată în epoca de aur de către Abū Bakr Muḥammad Ibn Zuhr (-1110) și preluată apoi de Ibn Sahl (1212-1251) din Sevilla.

### Secolele XIII-XV – decăderea
Odată cu înființarea regatului Granadei (1232-1492) și începerea Reconquistei creștine, poetul de curte a devenit funcționar al statului, având astfel sarcina de a redacta scrisori oficiale și de a alcătui qaṣīde pentru suverani. Un poet-funcționar remarcabil a fost Ibn al-Ğayyāb (1261-1348) din Granada, ale cărui volume s-au păstrat. O altă formă de poezie, creată din dorința de a compensa monotonia tematică, era cea epigrafică, ce menținea tradiția literară arabă prin intermediul caligramelor. Creațiile unor astfel de autori, precum Ibn Zamrak, erau expuse pe pereții palatelor, tocmai pentru a-i elogia pe cei care au dispus construirea lor. Un edificiu care a beneficiat din plin de poezia ornamentală a fost Alhambra. 

## Proza
Textul epistolar – risālat, alături de genul literar cunoscut drept maqāma – proză rimată, cu inserții poetice, au fost două forme de așa-numită „proză ornată”, originare din Orient și preluate ulterior și în peninsula Iberică. La mijlocul secolului IX, Abū al-Ğusr al-Riyāḍī a introdus stilul epistolar în al-Andalus, iar trei veacuri mai târziu maqāma era abordată în același spațiu de Abū al-Ḥağğāğ al-Quda‘ī. Referitor la epistolă, s-a remarcat că ea a evoluat și spre latura critică. Unul dintre autorii care au adoptat acest vehicul literar a fost Ibn Šuhayd din Cordoba , căruia i se atribuie Epistola (Risālatu-l-tawābi wa-l-zawābi).

### Literatura de specialitate
Datorită spiritului aventurier și tradiției inițiate de pelerinajul la Mecca, arabii au cultivat un apetit deosebit pentru explorare și cercetare, atât prin intermediul expedițiilor, cât și prin amplele studii științifice desfășurate de-a lungul timpului. Această practică a fost moștenită și de al-Andalus, ai cărei învățați au aprofundat domenii dintre cele mai diverse. De pildă, Abū ‘Abdallāh al-Qurṭubī al-Ḥasanī, primul cartograf științific, a alcătuit spre sfârșitul vieții un tratat despre bazinul mediteranean, Europa, Africa și Asia. În secolul XI, domeniul astronomiei a fost acaparat de Al-Zarqālī (Azarquiel), care a compus Tabelele toledane. În egală măsură, creații andaluze precum cele ale lui Ibn al-Raqqām sau Cărțile despre știința astronomiei, de Alfonso al X-lea al Castiliei, s-au propagat și în restul Europei. 
În paralel cu gustul pentru călătorii s-a dezvoltat și practica relatării acestora, gen literar denumit riḥla. Apărută în spațiul arab, aceasta a fost și pe placul autorilor andaluzi precum Ibn Ğubayr, care își descriau astfel călătoriile spre Orient. 
În ceea ce privește istoriografia, Ibn Ḫaldūn a fost, fără echivoc, cel mai sonor nume în domeniu. Deși nu s-a născut în peninsula Iberică, provenea dintr-o familie din al-Andalus, astfel încât opera sa cea mai proeminentă – Introducere (al-Muqqadima), poate fi asociată cu literatura andaluză. În Introducere, „părintele sociologiei și istoriografiei”, cum este supranumit, descrie științele, precum și aspecte precum tribalismul, meșteșugurile sau diferite arte. Aria religioasă și mistică este dominată, în principiu, de Ibn al-‘Arabī. Și-a îndreptat atenția către teologie și sufism, semnând opere precum Cuceririle meccane (Futūḥāt al-makkīyya) sau Nestematele înțelepciunii (Fuṣūṣ al-ḥikam). Nici filosofia nu a fost omisă de autorii andaluzi, dintre care cel mai remarcabil este Ibn Ṭufayl (1105-1185). Povestea filozofică ce l-a consacrat - Ḥayy Ibn Yaqẓān sau secretele înțelepciunii orientale (Ḥayy Ibn Yaqẓān aw asrār al-ḥikma al-mašriqīyya), pune problema evoluției interioare și a atingerii desăvârșirii prin amestecul dintre sufism și raționalism.

## Adab-ul

### Adab-ul instructiv
În perioada pre-islamică, adab-ul se referea la normele de conduită și la buna educație transmise prin prisma poeziei, anecdotelor, povestirilor și nu numai. După apariția islamului, adab-ul s-a încetățenit ca fiind tot un set de norme etice și morale, însă respectate în vederea achiziției supremului model cultural arab. Conceptul de adab, originar din Orient și inventat de Ibn al- Muqaffa‘, a pătruns în peninsula Iberică sub diverse forme. Ibn Ḥazm, de pildă, a compus un tratat de morală intitulat Caracterele și purtările în lecuirea sufletelor (Al-aḫlāq wa-l-siyār fī mudāwat al-nufūs), dar și o carte de adab care combina proza și poezia – Colierul porumbiței. Cu privire la poveștile orientale, spațiul andaluz a făcut cunoștință cu acestea prin intermediul lui Pedro Alfonso, a cărui Disciplina clericalis a fost inspirată din Kalila și Dimna și Povestea lui Sindbad. În egală măsură, paremiologia a fost un alt domeniu exploatat, avându-l drept exponent pe Ḥunayn Ibn Isḥāq – Libro de los buenos proverbios. 
Mai mult decât atât, adab-ul s-a dezvoltat și pe latura religioasă, cadru în care misticul Ibn al-‘Arabī a compus Muḥāḍarat al-’abrār. 

### Adab-ul distractiv
Literatura de tip adab a avut, pe lângă caracterul instructiv, și o funcție umoristică. Fie că era vorba de narațiuni scurte, anecdote sau povestioare, menirea acestora era aceea de a distra publicul, care putea extrage totodată diverse învățături. Existau, pe de o parte, lucrări umoristice prin excelență, precum Grădinile de flori (Ḥadā’iq al-’azāhir), de Abū Bakr Ibn ‘Āṣim, care descrie viața la curtea suveranului creștin Yusuf II, dar și opere care oscilau între seriozitate și glumă, precum Colierul fără asemănare  (Al-‘Iqd al-farīd ), de Ibn ‘Abd Rabbihi.  Tot în categoria adab-ului distractiv au fost incluse și câteva maqāme, precum cele ale lui Abū Ṭāhir al-Tamīmī.

## Traducerile
Secolele XII-XIII au surprins o intensă activitate de traducere din arabă în limbi europene, în special în spaniolă, datorită dorinței de asimilare a creațiilor literare științifice. Traducerea și mai ales interpretarea au înflorit în spațiul andaluz în timpul domniei lui al-Ḥakam II, al doilea calif de Cordoba, când relațiile cu străinii s-au intensificat, fapt care a impus automat transpunerea scrisorilor și documentelor într-o limbă cunoscută. Astfel au apărut așa-zișii „interpreți de delegație”, care însoțeau trimișii oficiali în cadrul vizitelor politice și mediau dialogul dintre cele două părți. 